# British Virgin Islands Olympic Committee
Das British Virgin Islands Olympic Committee (IOC-Code: IVB) ist das Nationale Olympische Komitee, das die Britischen Jungferninseln vertritt. Es ist auch für die Vertretung der Britischen Jungferninseln bei den Commonwealth Games zuständig. Es wurde 1980 gegründet und 1982 vom Internationalen Olympischen Komitee anerkannt.